# Lepidurus
Lepidurus zijn een geslacht uit de orde Notostraca van de kreeftachtigen. 

## Soorten
- Lepidurus arcticus (Pallas, 1793)
- Lepidurus bilobatus Packard, 1883
- Lepidurus couesii Packard, 1875
- Lepidurus cryptus D. C. Rogers, 2001
- Lepidurus lemmoni Holmes, 1894
- Lepidurus lynchi Linder, 1952
- Lepidurus packardi Simon, 1886